# فرانك ستيفن
فرانك ستيفن إنجونجا (بالفرنسية: Franck Steven Engonga)‏ لاعب كرة قدم غابوني في مركز خط الوسط الدفاعي ، ويلعب حاليًا لنادي طلائع الجيش.

## روابط خارجية
- فرانك ستيفن على موقع الاتحاد الدولي (مؤرشف)  (الإنجليزية)
- فرانك ستيفن على موقع إي إس بي إن إف سي (الإنجليزية)
- فرانك ستيفن على موقع قاعدة بيانات كرة القدم.إي يو (الإنجليزية)
- فرانك ستيفن على موقع ناشيونال فوتبول تيمز (الإنجليزية)
- فرانك ستيفن على موقع Soccerway.com (الإنجليزية)
- فرانك ستيفن على موقع عالم كرة القدم.نت (الإنجليزية)
- فرانك ستيفن على موقع أوليمبيديا (الإنجليزية)